# جایزه گرمی بهترین آلبوم آواز پاپ
جایزه گرمی برای بهترین آلبوم آواز پاپ جایزه‌ای است که که در جایزه گرمی، مراسمی که ابتداء در سال ۱۹۵۸ تأسیس شد و به نام جایزه گرامافون شناخته می‌شد، بر اساس کیفیت آلبوم‌های پاپ هنرمندان اهدا می‌شود.

## دریافت‌کنندگان
| سال[I] | هنرمند(ان) اجراکننده                    | کار                           | نامزدها | منبع.  |
| ------ | --------------------------------------- | ----------------------------- | --- | ------ |

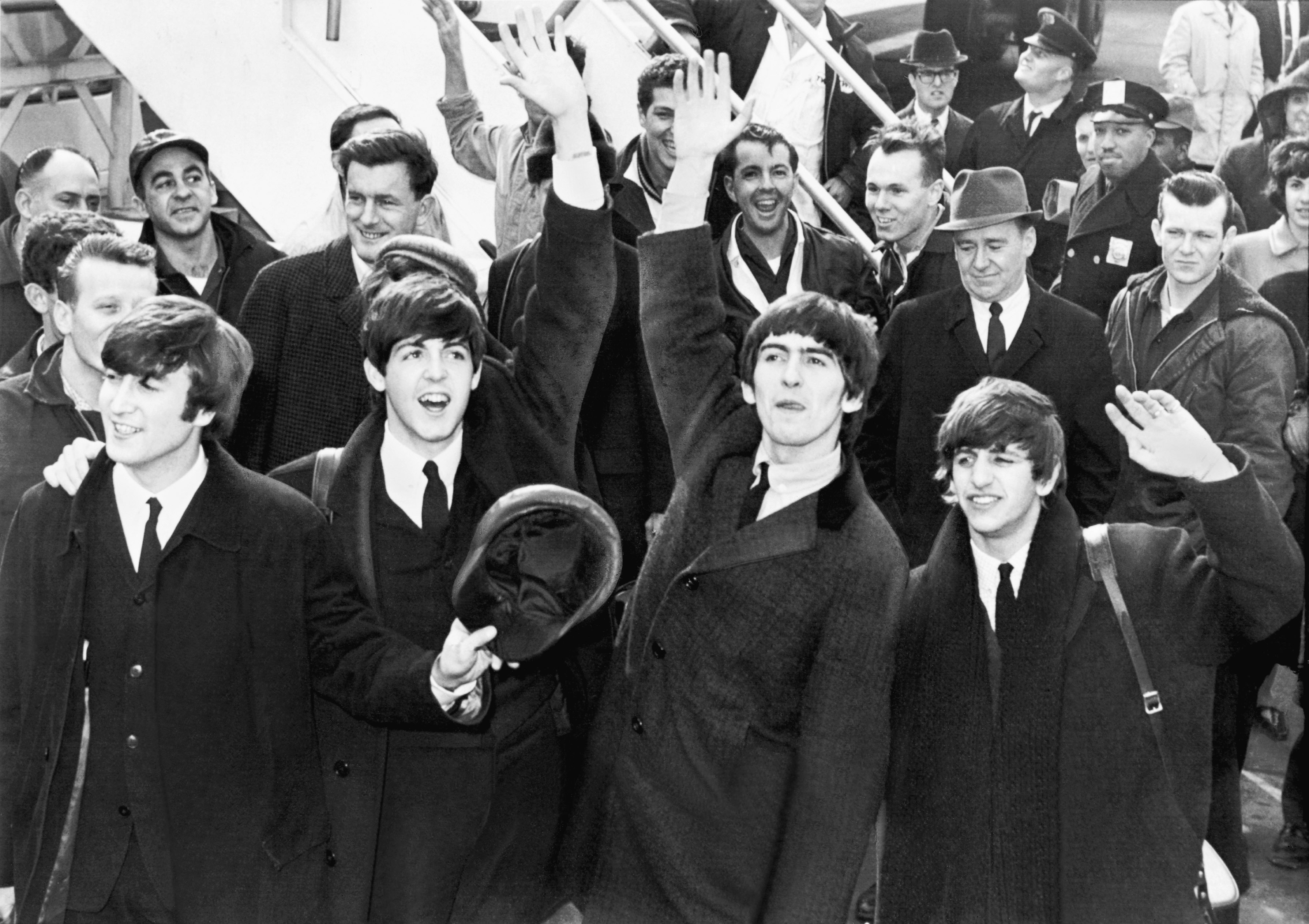
بیتلز، برنده بهترین آلبوم معاصر سال ۱۹۸۶

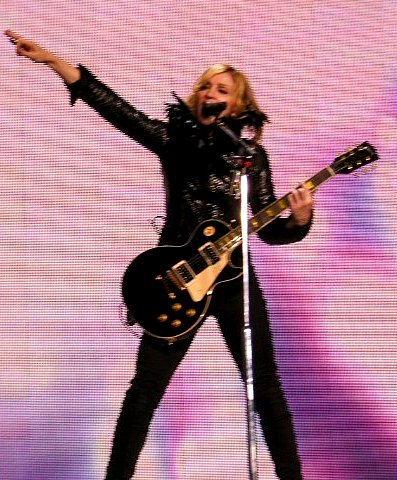
برنده جایزه سال ۱۹۹۹، مدونا، در حال اجرا در سال ۲۰۰۶

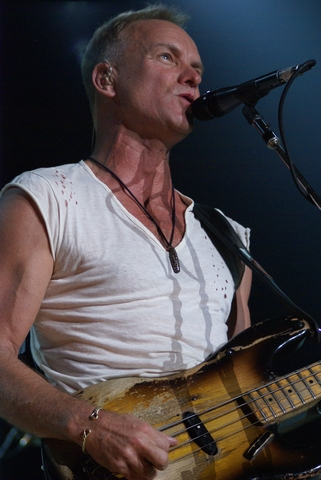
دوبار نامزد و برنده جایزه سال ۲۰۰۰، استینگ، در حال اجرا در سال ۲۰۰۷

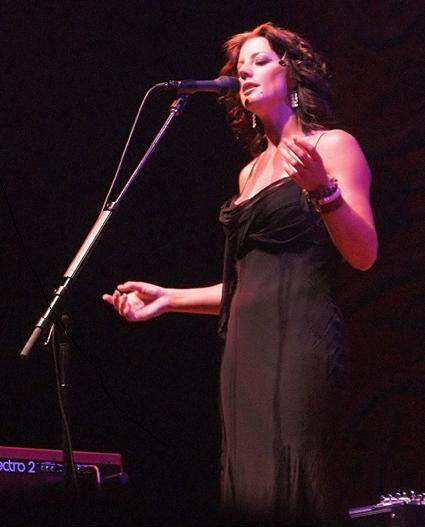
سه بار نامزد سارا مک‌لاکلن، در حال اجرا در سال ۲۰۰۵

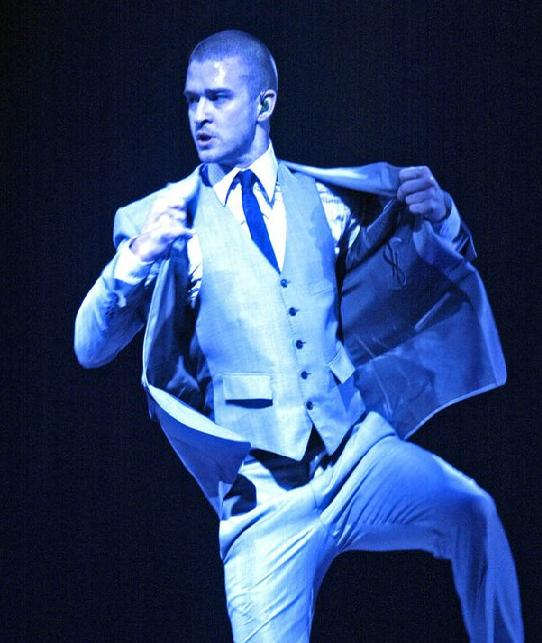
سه بار نامزد و برنده جایزه سال ۲۰۰۴، جاستین تیمبرلیک در حال اجرا در سال ۲۰۰۷

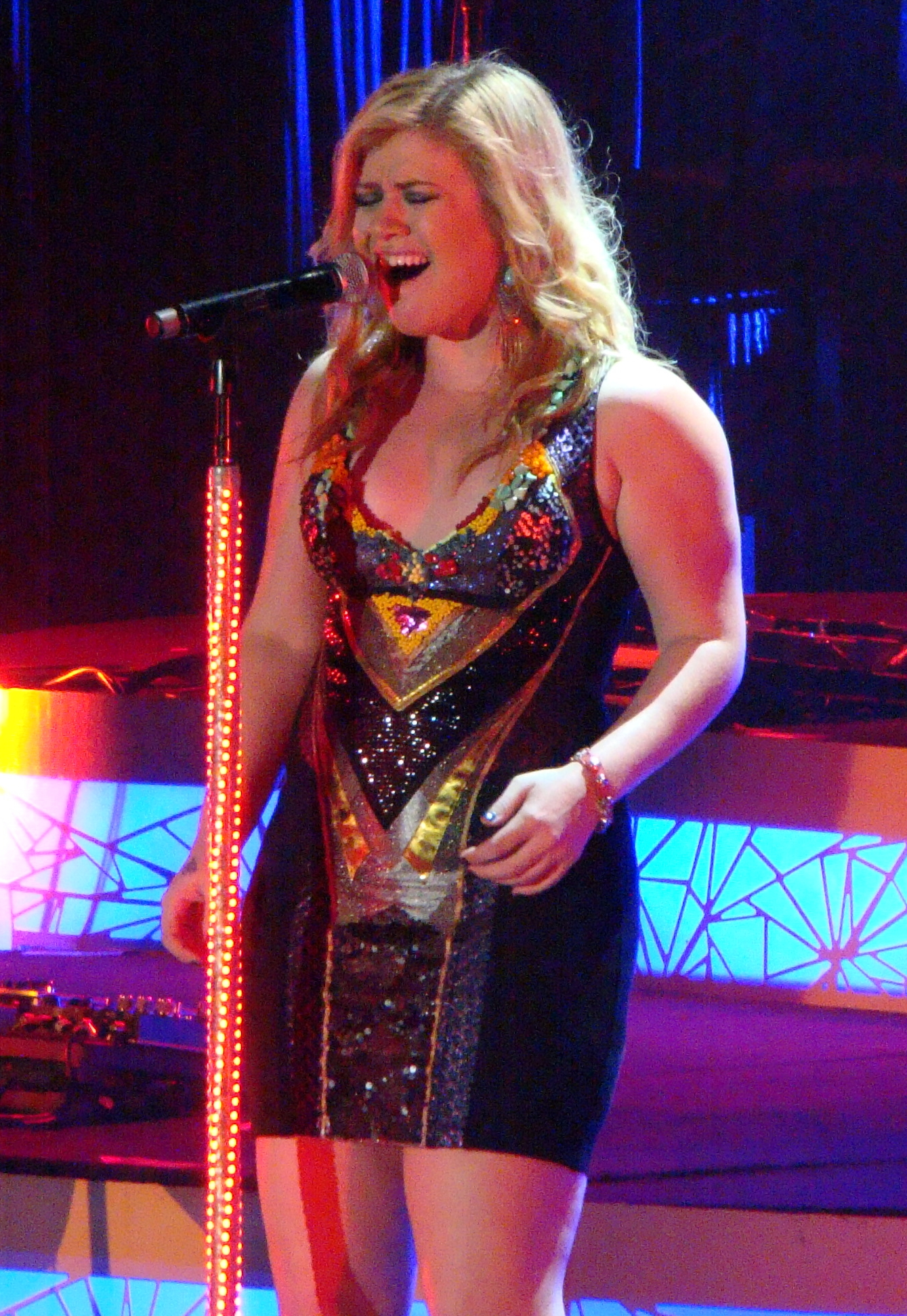
شش بار نامزد و دو بار برنده، کلی کلارکسون، در حال اجرا در سال ۲۰۱۲

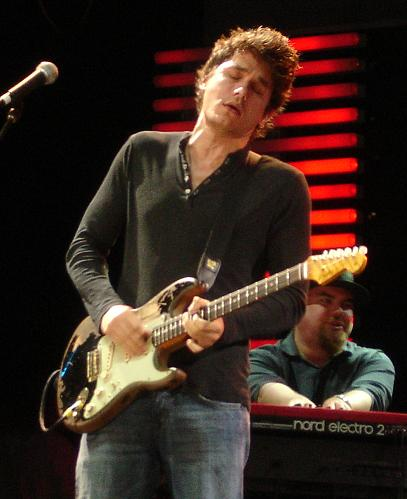
دو بار نامزد و برنده جایزه سال ۲۰۰۷، جان مایر، در حال اجرا در سال ۲۰۰۷

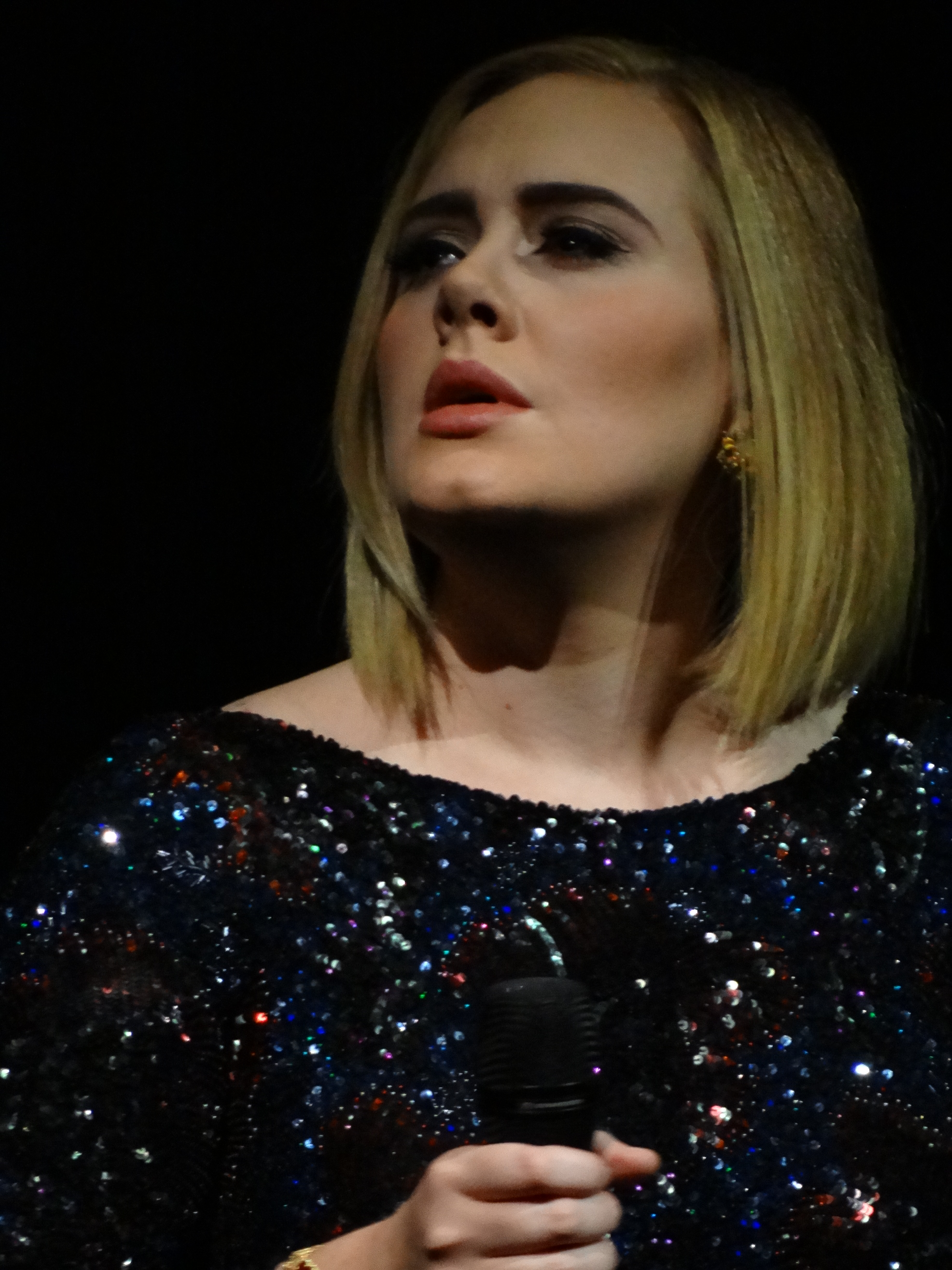
سه بار نامزد و دو بار برنده، ادل، در حال اجرا در سال ۲۰۱۶

| ۱۹۸۶   | بیتلز                                   | گروه کلوپ بی‌کسان گروهبان فلفل | - ویکی کار – It Must Be Him - بابی جنتری – Ode to Billie Joe - The 5th Dimension – Up, Up and Away - د اسوسیشن – Insight Out                                                       | [ ۲ ]  |
| ۱۹۹۵   | بانی ریت                                | اشتیاق در قلبشان              | - Ace of Base – The Sign - José Carreras, Plácido Domingo and Luciano Pavarotti with Zubin Mehta – The Three Tenors in Concert 1994 - Lyle Lovett – I Love Everybody - Seal – Seal | [ ۳ ]  |
| ۱۹۹۶   | جونی میچل                               | نیلی آشفته                    | - Mariah Carey – Daydream - Eagles – Hell Freezes Over - Annie Lennox – Medusa - Madonna – Bedtime Stories                                                                         | [ ۴ ]  |
| ۱۹۹۷   | سلین دیون                               | افتادن در دام تو              | - Toni Braxton – Secrets - Tracy Chapman – New Beginning - Shawn Colvin – A Few Small Repairs - Sting – Mercury Falling                                                            | [ ۵ ]  |
| ۱۹۹۸   | جیمز تیلور                              | ساعت شنی                      | - Paula Cole – This Fire - Fleetwood Mac – The Dance - Jamiroquai – Travelling Without Moving - Sarah McLachlan – Surfacing                                                        | [ ۶ ]  |
| ۱۹۹۹   | مدونا                                   | پرتو نور                      | - Eric Clapton – Pilgrim - Celine Dion – Let's Talk About Love - Natalie Imbruglia – Left of the Middle - Brian Setzer Orchestra – The Dirty Boogie                                | [ ۷ ]  |
| ۲۰۰۰   | استینگ                                  | روز کاملاً جدید                | - Backstreet Boys – Millennium - Cher – Believe - Ricky Martin – Ricky Martin - Sarah McLachlan – Mirrorball                                                                       | [ ۸ ]  |
| ۲۰۰۱   | استیلی دن                               | دو علیه طبیعت                 | - Don Henley – Inside Job - Madonna – Music - 'N Sync – No Strings Attached - Britney Spears – Oops!... I Did It Again                                                             | [ ۹ ]  |
| ۲۰۰۲   | شادی                                    | لاورز راک                     | - Nelly Furtado – Whoa, Nelly! - Janet Jackson – All for You - Elton John – Songs from the West Coast - 'N Sync – Celebrity                                                        | [ ۱۰ ] |
| ۲۰۰۳   | نورا جونز                               | با من بیا                     | - Avril Lavigne – Let Go - No Doubt – Rock Steady - P!nk – Missundaztood - Britney Spears – Britney                                                                                | [ ۱۱ ] |
| ۲۰۰۴   | جاستین تیمبرلیک                         | توجیه                         | - Christina Aguilera – Stripped - George Harrison – Brainwashed - Annie Lennox – Bare - Michael McDonald – Motown                                                                  | [ ۱۲ ] |
| ۲۰۰۵   | ری چارلز                                | نبوغ همراه می‌خواهد            | - Norah Jones – Feels like Home - Sarah McLachlan – Afterglow - Joss Stone – Mind Body & Soul - Brian Wilson – Brian Wilson Presents Smile                                         | [ ۱۳ ] |
| ۲۰۰۶   | کلی کلارکسون                            | فرار                          | - Fiona Apple – Extraordinary Machine - Sheryl Crow – Wildflower - Paul McCartney – Chaos and Creation in the Backyard - Gwen Stefani – Love. Angel. Music. Baby.                  | [ ۱۴ ] |
| ۲۰۰۷   | جان مایر                                | زنجیره                        | - Christina Aguilera – Back to Basics - James Blunt – Back to Bedlam - Elvis Costello and Allen Toussaint – The River in Reverse - Justin Timberlake – Future Sex/Love Sounds      | [ ۱۵ ] |
| ۲۰۰۸   | ایمی واینهاوس                           | بازگشت به سیاهی               | - Bon Jovi – Lost Highway - Feist – The Reminder - Maroon 5 – It Won't Be Soon Before Long - Paul McCartney – Memory Almost Full                                                   | [ ۱۶ ] |
| ۲۰۰۹   | دافی                                    | راکفری                        | - Sheryl Crow – Detours - Eagles – Long Road out of Eden - Leona Lewis – Spirit - James Taylor – Covers                                                                            | [ ۱۷ ] |
| ۲۰۱۰   | بلک آید پیز                             | د ای. ان. دی                  | - Colbie Caillat – Breakthrough - Kelly Clarkson – All I Ever Wanted - The Fray – The Fray - P!nk – Funhouse                                                                       | [ ۱۸ ] |
| ۲۰۱۱   | لیدی گاگا                               | هیولای شهرت                   | - جاستین بیبر – دنیای من ۲٫۰ - Susan Boyle – I Dreamed a Dream - John Mayer – Battle Studies - Katy Perry – Teenage Dream                                                          | [ ۱۹ ] |
| ۲۰۱۲   | ادل                                     | ۲۱                            | - برونو مارس – دوو ووپی و اراذل و اوباش - سیلو گرین – قاتل بانو - لیدی گاگا – اینگونه زاده شده‌ام - ریحانا – بلند                                                                   | [ ۲۰ ] |
| ۲۰۱۳   | کلی کلارکسون                            | قوی‌تر                         | - فلورنس اند د مشین – تشریفات‌ها - فان – بعضی شب‌ها - مارون ۵ – نمایش بیش از حد - پینک – حقیقت در مورد عشق                                                                           | [ ۲۱ ] |
| ۲۰۱۴   | برونو مارس                              | جوک‌باکس غیرمتعارف             | - لانا دل ری – بهشت - لرد – قهرمان محض - رابین تیک – خطوط غیر واضح - جاستین تیمبرلیک – تجربه ۲۰/۲۰ - تجربه کامل                                                                    | [ ۲۱ ] |
| ۲۰۱۵   | سم اسمیت                                | در ساعت تنهایی                | - آریانا گراندی – همه چیز من - کلدپلی – داستان‌های روح - اد شیرن – X - مایلی سایرس – بنگی‌ها - کیتی پری – منشور                                                                      | [ ۲۲ ] |
| ۲۰۱۶   | تیلور سوئیفت                            | ۱۹۸۹                          | - کلی کلارکسون – یکی یکی - فلورنس اند د مشین – چه قدر بزرگ، چه قدر غمگین، چه قدر زیبا - مارک رانسون – ویژه بالاشهر - جیمز تیلور – قبل از این دنیا                                  | [ ۲۳ ] |
| ۲۰۱۷   | ادل                                     | ۲۵                            | - جاستین بیبر – هدف - آریانا گراندی – زن خطرناک - دمی لواتو – مطمئن - سیا – این اداست                                                                                              | [ ۲۴ ] |
| ۲۰۱۸   | اد شیرن                                 | ÷                             | - کلدپلی – زیبابین - لانا دل ری – شهوت برای زندگی - ایمجین درگنز – تکامل - کشا – رنگین‌کمان - لیدی گاگا – جوآن                                                                      | [ ۲۵ ] |
| ۲۰۱۹   | آریانا گرانده                           | شیرین‌کننده                    | - کامیلا کبیو – کامیلا - کلی کلارکسون – معنای زندگی - شان مندز – شان مندز - پینک – ترومای زیبا - تیلور سوئیفت – اعتبار                                                             | [ ۲۶ ] |
| ۲۰۲۰   | بیلی آیلیش                              | وقتی همه می‌خوابیم، کجا می‌ریم؟ | - بیانسه – شیرشاه: هدیه - آریانا گرانده – ممنون، بعدی - اد شیرن – شماره ۶ پروژه همکاری - تیلور سوئیفت – معشوق                                                                      | [ ۲۷ ] |
| ۲۰۲۱   | دوآ لیپا                                | نوستالژی آینده                | - جاستین بیبر – تغییرها - لیدی گاگا – کروماتیکا - هری استایلز – خط باریک - تیلور سوئیفت – فولکلور                                                                                  | [ ۲۸ ] |
| ۲۰۲۲   | اولیویا رودریگو - دنیل نیگرو، تهیه‌کننده | ترش                           | - جاستین بیبر – عدالت - دوجا کت – پلنت هر - بیلی آیلیش – خوشحال‌تر از همیشه - آریانا گرانده – موقعیت‌ها                                                                              | [ ۲۹ ] |
| ۲۰۲۳   | هری استایلز                             | خانه هری                      | - آبا – سفر - ادل – ۳۰ - کلدپلی – موسیقی کیهانی - لیزو – ویژه | [ ۳۰ ] |
| ۲۰۲۳   | تیلور سوئیفت                            | نیمه‌شب‌ها                      | - کلی کلارکسون – کمیستری - مایلی سایرس – تعطیلات تابستانی بی‌پایان - اولیویا رودریگو – جرئت - اد شیرن – -                                                                           | [ ۳۱ ] |

^  هر سال به مقاله مربوط به مراسم گرمی همان سال پیوند خورده‌است.